# План
Вижте пояснителната страница за други значения на План.
Планът обикновено е някаква схема, или списък със стъпки, срокове и ресурси, използвани за постигане на цели. Това обикновено се разбира като временно множество от действия, чрез които се предполага постигането на дадена цел. За пространствени или равнинна топология или топографска карта виж карта.
Планове могат да бъдат формални или неформални:
- Структурирани и формални планове, използвани от много хора, е по-вероятно да се появят при проекти, дипломация, кариера, икономическо развитие, военни походи, бойни, спортове, игри, или в управляването на друг бизнес. В повечето случаи, липсата на добре обмислен план, може да има неблагоприятни последици: например, един ненадежден план на проекта може да струва на организацията време и пари.[2][3]
- Неофициални или специални планове са създадени от физически лица, във всичките си начинания.

Най-популярните начини да се описват планове е чрез тяхната големина, времева рамка и особености. Въпреки това, тези класификации на планиране не са независими една от друга. Например, има близка връзка между краткосрочните и дългосрочните категории и стратегическите и оперативните категории.
Общо е за по неформалните планове да се създават като абстрактни идеи, и да остават в тази форма, за да се съхраняват и поддържат и да се въведат в експлоатация. По-формални планове се използват за бизнес и за военни цели, като първоначално са създадени като абстрактни идеи, е вероятно ще бъдат записани, нарисувани или по някакъв друг начин да се запазят във вид, който ще е достъпен за хората дори след опредлено време. Това дава възможност за по-надеждно сътрудничество в изпълнението на плана.

## Теми

### Планиране
Терминът планиране е свързан с разработването на компоненти в една или друга степен на детайлност. Планиране буквално означава създаване на план. Tова може да бъде толкова просто колкото да направите списък със задачи. Планирането придобива техническо значение, за да покрие зоната на държавните закони и правила, свързани с използването на ресурси.
Планиране може да се отнася до планираното използване на всички ресурси, а впоследствие и за пет годишни планове, чрез които правителството на СССР иска да развива страната. Въпреки това, терминът най-често се използва по отношение на планиране на използването на земя и свързаните с нея ресурси, например в градското планиране, планиране на транспорта и т.н.
По този начин, в контекста на правителствено, „планиране“, когато се използва без друго уточнение – това вероятно означава, регулиране на земевладелството. Виж още разделяне на зони.

### Плановчици
Планировчиците са професионалисти, които имат нужното обучение, за да могат да взимат решения, които ще помогнат или ще балансират обществото, за да се постигне функционална, естическа и убедителна обстановка.

### Методология
Дисциплината „планиране“ е изследвана от големи умове и теоретици. Концепти като планиране от горе надолу (като обратното на планирането от долу нагоре) разкрива еднаквости с теорията мисленето като система, която стои зад модела от горе надолу.
Темата се отнася до много големи области, като психология, теория на игрите, комуникации и теорията на информацията, които формират методите за планиране, които хората искат да използват и усъвършенстват. Също така обхваща и логиката и науката като цяло (т.е., методологическия натурализъм), които служат като средство за тестване на различни части от плана за надеждност и конситентност.
Специфичните методи, използвани за създаване и усъвършенстване на плановете зависят от това кой ще създава плана, и кой ще може да го използва, също така какви ресурси са на разположение за изпълнението на тази задача. Методите, използвани от един човек като идея или персонален органайзер, могат да бъдат много различни от колекцията от методи за планиране, които могат да се видят в корпоративна среда, и планирането се прави от ръководителя на проекта(мениджъра), който има различни приоритети и използва различни инструменти за планиране от инженерите или индустриалените дизайнери.

## Примери за планове
- Архитектурен план
- Бизнес-план
- Фрагментов план
- План На Полета
- План за здравето
- Маркетингов план
- План на проекта
- План де Аяла
- План-де-Каза Мат
- План-де-Кордоба
- План де Игуала
- План де Сан Луис Потоси
- Схема на обекта
- План на проучването
- В План Шлиффена
- Ситемата на петилетката в бившия Съветски съюз
- Плана Маршал
- Планът на САЩ за нахлуване в Ирак
- Много прост пример личен план за действие: може би искате да отидете на кино. Планът за постигане на тази цел определя стъпките, които трябва да бъдат взети. Първо, вие ще трябва разгледате в сайт за обяви на филми във вашия район, след това трябва да решите, кой филм ви изглежда добре (ако има такива). След това ще трябва да намерите транспорт до мястото, където ще е филма. По желание, но е най-вероятно, може да поканите един или няколко познати да се присъединят към вас. Може да се наложи да коригирате своя план в зависимост от времето на часа на започване филма. Планът определя какво трябва да се направи, от гледна точка на стъпки, време, хора и ресурси, необходими за постигане на целта.

## Цитати
Планове имат малко значение, но планирането е важното– Уинстън Чърчил
Плановете са нищо, планирането е всичко. – Дуайт Айзенхауер
Нито един план за битката не оцелява след първия контакт с врага. – Хелмут фон Молтке старши
Добрият план, изпълнен в точното време, е по-добър от перфектния план изпълнен следващата седмица. – Джордж Патън